# Sokouraba
Sokouraba, parfois orthographié Sakouraba, ou bien Kafonon (en sénoufo), est une localité située dans le département de Kangala de la province du Kénédougou dans la région des Hauts-Bassins au Burkina Faso.

## Géographie
Sokouraba est une commune située en pays sénoufos, à 15 km au sud-est de Kangala et à 11 km au sud-ouest de Samoghohiri.
Le village, traversé par le marigot de Lougboho, est constitué de quatre quartiers : Bougourila, Nafanla, Kiguila et Toumatiali.

## Histoire
C'est à Sokouraba qu'est lancé le 23 février 2018, en présence du Ministre de l'eau Ambroise Ouédraogo, le projet PHA/BID-UEMOA d'hydraulique et d'assainissement en milieu rural pour améliorer les conditions d'accès à l'eau potable (forages, latrines, adduction d'eau à l'électricité solaire) dans la région des Hauts-Bassins et de la Boucle du Mouhoun.

## Administration
Dépendant sur le plan administratif du maire de Kangala dans ses rapports à l'État et pour l'organisation des services publics, le village de Sokouraba répond également localement aux chefferies traditionnelles tenues par le chef coutumier (Koulfolo) – gérant tous les problèmes usuels du village – et le chef de terre (N'tarfolo) – gérant la répartition et l'usage des terres ainsi que les conflits entre les agriculteurs –.

## Économie
L'économie de Sokouraba repose essentiellement sur l'agriculture (maïs, sorgho, haricot, arachides, pois de terre ; peu de culture de rente reposant sur le coton) et l'élevage de subsistance (bœufs, moutons, chèvres et volailles).
Pour assurer le commerce des marchandises produites localement et importées, se tient un marché hebdomadaire qui se trouve dans le quartier de Bougourila.

## Santé et éducation
Après avoir eu à partir de 1986 un simple dispensaire et une pharmacie de brousse édifiés par le comité villageois, Sokouraba accueille désormais un centre de santé et de promotion sociale (CSPS) tandis que le centre médical avec antenne chirurgicale (CMA) se trouve à Orodara et que le centre hospitalier régional (CHR) est le CHU Souro-Sanon de Bobo-Dioulasso.
En ce qui concerne l'éducation, la commune possède trois écoles primaires (la première a été construite en 1976 à Nafanla) et depuis 2018 un collège d'enseignement général (CEG). Sokouraba possède aussi un centre d'alphabétisation construit par l'association Mougnou de Banfora en 2004.

## Religion
Historiquement de religion traditionnelle reposant sur le fétichisme, il existe toujours à Sokouraba des croyances liées aux deux fétiches Komon du quartier Kiguila (après la disparition des fétiches Wara et Kondo). En 1963, le missionnaire Jean Kindo – formé au grand séminaire Saint-Pierre-Claver de Bobo-Dioulasso – introduit le catholicisme dans le village, pratiqué principalement dans un hangar du quartier Kiguila. L'islam sunnite est pratiqué dans les deux mosquées des quartiers Bougourila et Nafanla.

## Culture
L'essentiel des activités culturelles tiennent aux cinq groupes de balafon et tiatiagara répartis par quartiers.